# Centro Cívico Sambódromo

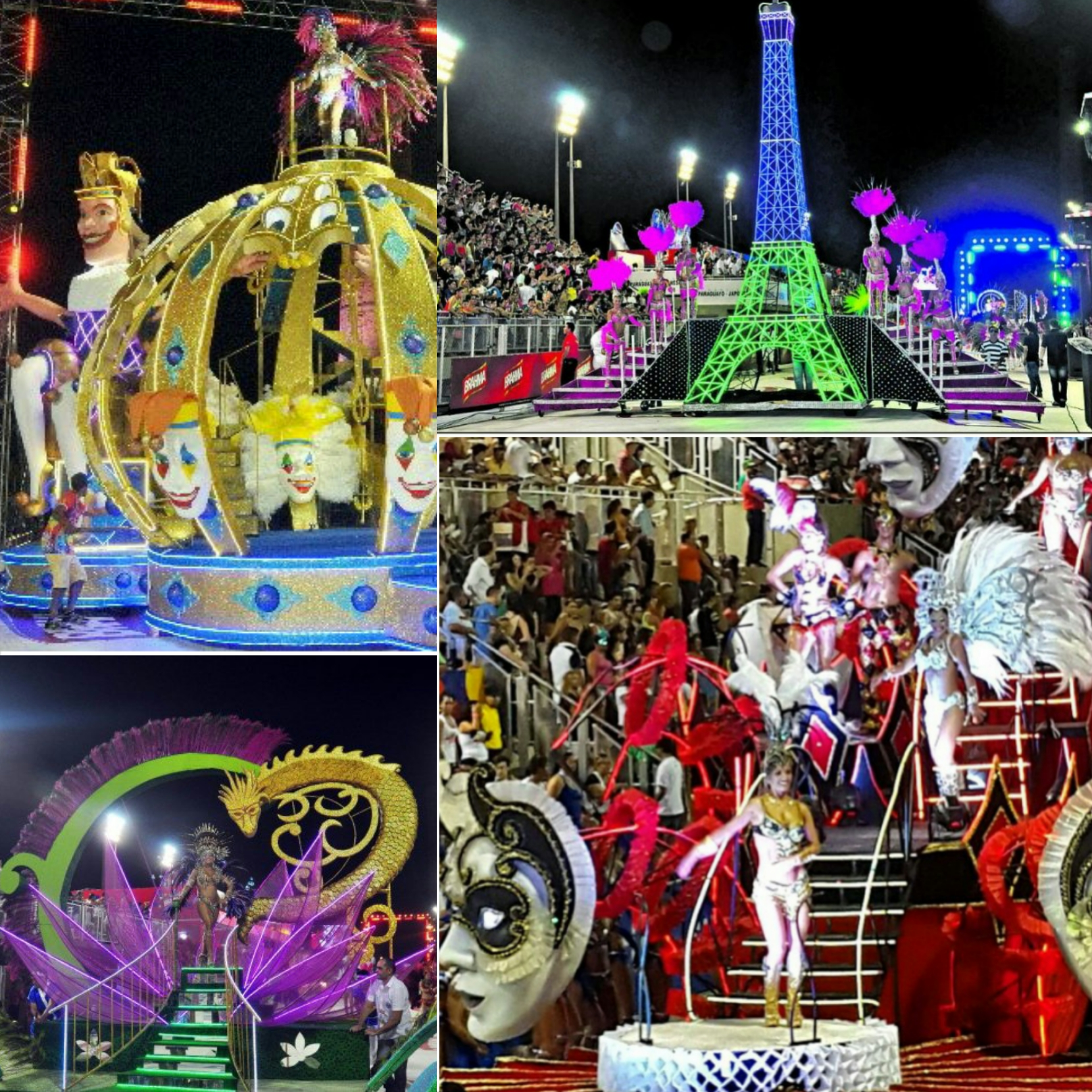
Desfile dos corsos no Sambódromo.

O Centro Cívico Sambódromo é um sambódromo localizado em Encarnación, no Paraguai, onde acontecem os desfiles de blocos (corsos) do Carnaval Encarnaceno. Segundo a prefeitura e a imprensa local, é o terceiro maior sambódromo do mundo, sendo menor apenas que os do Rio de Janeiro e de São Paulo. Tem capacidade para 12 mil pessoas e fica localizado a beira do Rio Paraná, que divide a cidade da Argentina. A pista tem 440 metros de comprimento e 12,5 metros de largura. O investimento para sua construção foi de cerca de 17 milhões de guaranis. No sambódromo também fica o Museu do Carnaval.